# Campeonato Italiano de Futebol de 1901
O Campeonato Italiano de Futebol de 1901, também conhecido oficialmente como Campionato Italiano di Football de 1901, foi a quarta edição do Campeonato Italiano de Futebol, que em 1929 daria lugar a Série A.
A competição foi organizada pela Federazione Italiana Football – FIF (em português:  Federação Italiana de Futebol, atual FIGC) e disputada entre 14 de abril e 5 de maio de 1901.
O título de campeão ficou com o Milan, seu primeiro título. Na final ocorrida em 5 de maio de 1901, o Milan venceu o Genoa por 3–0 em Gênova.
O artilheiro do torneio foi Umberto Malvano, da Juventus, com 4 gols.

## Premiação
| Campeonato Italiano de Futebol de 1901 Primeira Divisão |
| ------------------------------------------------------- |
| Associazione Calcio Milan Campeão (1.º título)          |